# Dryopteris fujipedis
Dryopteris fujipedis är en träjonväxtart som beskrevs av Kurata. Dryopteris fujipedis ingår i släktet Dryopteris och familjen Dryopteridaceae. Inga underarter finns listade.